# 韦特兰达市镇
韦特兰达市镇（瑞典語：Vetlanda kommun）是瑞典南部延雪平省的一个市镇。其治所位于韦特兰达。